# Backhausen
Rodina Backhausen přišla v průběhu napoleonských válek z Kolína nad Rýnem do Vídně. Franz Backhausen (*1789) využil ke zproštění vojenské služby postižení svého bratra Theodora a pod jeho jménem se usadil roku 1810 ve Vídni. Záhy složil mistrovské zkoušky a začal podnikat ve výrobě textilu.

## 1849–1895
Synové Karl a Johann založili roku 1849 samostatnou firmu na výrobu oděvního textilu Karl Backhausen & Co se sídlem v Schmalzhofgasse v Gumpendorfu. Důraz na kvalitu výroby jim přinesl záhy řadu úspěchů, mezi první největší patřila zlatá medaile na Světové výstavě v Londýně 1851.
Roku 1853 Karl opustil firmu a vedení převzal mladší Johann a přejmenoval firmu na Johann Backhausen, k.k. ausschliesslich privilegierte Mode- und Chenillewarenfabrik. Změnil se i sortiment, na místo oděvního textilu se firma soustředila na bytový textil. Prodejnu přemístil roku 1864 do tehdy nové a moderní budovy Heinrichhofu, kterou navrhl architekt Theophil von Hansen. Výroba probíhala v továrně ve Waldviertlu a značná část také v české Chotěboři. Roku 1868 se stali podílníky ve firmě synové Karl a Johann, což vedlo ke změně názvu na Johann Backhausen & Söhne. Roku 1870 byla založena továrna v Hoheneichu u Gmündu, těsně na hranicích s dnešním Českem. Blízkost železnice umožňovala snadný transport jak do Vídně, tak do dalšího důležitého odbytiště - Prahy. V Hoheneichu firma vyrábí textil dodnes.
Johann Backhausen & Söhne díky vysoké kvalitě výroby získali nejlepší zakázky, dodávali textilie pro interiéry vídeňské Opery (1869), Parlamentu (1883), Radnice (1888), Burgtheatru (1888) a za služby dvoru získali prestižní titul C. a k. dvorní dodavatel.

## 1895–1918
Firma velmi prozíravě začala už od roku 1895 spolupracovat s nastupujícími umělci vídeňské secese. Svůj význam v tom sehrál i podíl Otto Wagnera, lídra vídeňské secese, architekta, který v interiérech svých domů backhausenovské textilie často uplatňoval a sám pro firmu vytvořil několik návrhů. Po něm firma navázala spolupráci s více než 300 umělci, kteří vytvořili více než 3.500 návrhů, řadu z nich firma vyrábí i dnes. Mezi nejvýznamnější spolupracovníky patřili Josef Hoffmann, jehož návrhy se dlouhou dobu stále drží v sortimentu firmy, Koloman Moser, Alfred Roller, Otto Prutscher, Dagobert Peche, Joseph Maria Olbrich, Josef Frank a další. Originální dezény je možné dodnes spatřit v archivu firmy Backhausen ve Vídni, na území Česka najdete vzorky originálních textilií od uvedených autorů v depozitáři Moravské galerie v Brně, téměř kompletní soubor textilií vyráběných dnes podle návrhu Josefa Hoffmanna je možné vidět v depozitáři Rodného domu Josefa Hoffmanna v Brtnici.

## 1918–2010
První světovou válku firma přestála díky armádním zakázkám. Po rozpadu monarchie přišla o filiálku v Chotěboři a odbytiště na území Československa. Během 2. světové války byla poškozena prodejna v Heinrichshofu a továrna v Hoheneichu. Podařilo se uchránit archiv dezénů, který byl uložený v 9. okrsku a ušel i pozornosti ruských okupantů. Roku 1948 se firma stala jedním ze spoluzakladatelů firmy Österreichischen Werkstätten, která navázala na tradici Wiener Werkstätte, dalšími zakladateli byli Josef Hoffmann, Oswald Haerdtl, Franz Hagenauer, Carl Auböck a Stefan Rath zastupující firmu Lobmeyr. Roku 1950 se firma přestěhovala na adresu Kärtnerstrasse 33, do míst kde v roce 1907 vznikl slavný kabaret Fledermaus. Zde také založila Wiener-Werkstätte-Textilmuseum. Roku 2003 se prodejna i s muzeem přestěhovala do Schwarzenbergstraße 10. Stále si zakládá na tradici spolupráce s progresivními designéry a tká textilie s dezény návrhářů jako je Hans Hollein, Heimo Zobering a další.